# La Alcarria Conquense
Die Comarca La Alcarria Conquense ist eine der fünf Comarcas in der Provinz Cuenca der autonomen Gemeinschaft Kastilien-La Mancha.
Sie umfasst 41 Gemeinden auf einer Fläche von 2.278,99 km² mit dem Hauptort Huete.

## Gemeinden
| Gemeinde                      | Einwohner (2024) | Fläche km² | Dichte Einw./km² | Cod INE | Postleitzahl |
| ----------------------------- | ---------------- | ---------- | ---------------- | ------- | ------------ |
| Albalate de las Nogueras      | 271              | 40,11      | 7                | 16005   | 16841        |
| Albendea                      | 119              | 38,20      | 3                | 16006   | 16812        |
| Alcantud                      | 58               | 57,63      | 1                | 16009   | 16812        |
| Alcohujate                    | 27               | 27,29      | 1                | 16011   | 16537        |
| Arandilla del Arroyo          | 14               | 19,48      | 1                | 16020   | 16812        |
| Arrancacepas                  | 16               | 18,56      | 1                | 16025   | 16855        |
| Barajas de Melo               | 973              | 136,81     | 7                | 16027   | 16460        |
| Buciegas                      | 38               | 9,01       | 4                | 16038   | 16851        |
| Buendía                       | 423              | 88,50      | 5                | 16041   | 16512        |
| Canalejas del Arroyo          | 157              | 60,95      | 3                | 16045   | 16857        |
| Cañaveras                     | 220              | 73,63      | 3                | 16050   | 16850        |
| Cañaveruelas                  | 118              | 33,57      | 4                | 16051   | 16537        |
| Castejón                      | 130              | 43,62      | 3                | 16067   | 16856        |
| Castillo-Albaráñez            | 21               | 12,43      | 2                | 16071   | 16854        |
| Gascueña                      | 130              | 51,81      | 3                | 16094   | 16532        |
| Huete                         | 1.822            | 377,57     | 5                | 16112   | 16500        |
| Leganiel                      | 226              | 45,10      | 5                | 16119   | 16461        |
| Olmeda de la Cuesta           | 20               | 23,23      | 1                | 16140   | 16852        |
| Olmedilla de Eliz             | 19               | 13,31      | 1                | 16143   | 16853        |
| La Peraleja                   | 75               | 34,93      | 2                | 16156   | 16532        |
| Pineda de Gigüela             | 55               | 29,08      | 2                | 16160   | 16541        |
| Portalrubio de Guadamejud     | 42               | 20,97      | 2                | 16162   | 16522        |
| Priego                        | 925              | 80,34      | 12               | 16170   | 16800        |
| Saceda-Trasierra              | 41               | 30,92      | 1                | 16185   | 16463        |
| Salmeroncillos                | 102              | 20,68      | 5                | 16188   | 16813        |
| San Pedro Palmiches           | 56               | 19,85      | 3                | 16193   | 16813        |
| Tinajas                       | 195              | 46,89      | 4                | 16206   | 16522        |
| Torralba                      | 113              | 55,49      | 2                | 16209   | 16842        |
| Los Valdecolmenas             | 71               | 31,31      | 2                | 16906   | 16541        |
| Valdeolivas                   | 202              | 46,05      | 4                | 16228   | 16813        |
| El Valle de Altomira          | 205              | 147,41     | 1                | 16173   | 16510, 16512 |
| Vellisca                      | 125              | 42,98      | 3                | 16240   | 16510        |
| Villaconejos de Trabaque      | 325              | 31,86      | 10               | 16242   | 16860        |
| Villalba del Rey              | 483              | 95,07      | 5                | 16246   | 16535        |
| Villanueva de Guadamejud      | 53               | 30,61      | 2                | 16250   | 16531        |
| Villar de Domingo García      | 215              | 76,83      | 3                | 16254   | 16840        |
| Villar del Infantado          | 31               | 21,76      | 1                | 16259   | 16813        |
| Villar y Velasco              | 76               | 61,77      | 1                | 16910   | 16542        |
| Villarejo de la Peñuela       | 18               | 13,02      | 1                | 16265   | 16541        |
| Villas de la Ventosa          | 221              | 145,11     | 2                | 16272   | 16843        |
| Vindel                        | 16               | 25,25      | 1                | 16275   | 16812        |
| Comarca La Alcarria Conquense | 8.447            | 2.278,99   | 4                | –       | –            |